# Henryk Sienkiewicz
Henryk Adam Aleksander Pius Sienkiewicz (psevd. Litwos) poljski pisatelj, * 5. maj 1846, Wola Okrzejska, Poljska, † 15. november 1916, Vevey, Švica.
Leta 1905 je prejel Nobelovo nagrado za književnost »za velike zasluge kot epski pisatelj«.

## Življenje
Henryk Sienkiewicz se je rodil leta 1846 v plemiški družini na Podlesju v ruskem delu Poljske. Njegov oče je sodeloval v odporu proti zasedbenim silam. Na varšavski Glavni šoli je študiral pravo, medicino in filologijo, a nobenega izmed študijev ni dokončal. V istem času so na Glavni šoli študirali tudi drugi kasnejši pozitivisti (realisti), med njimi pisatelj Bolesław Prus in utemeljitelj poljske literarne smeri pozitivizma Aleksander Świętochowski, a se Sienkiewicz z njimi ni družil. 
Med letoma 1872 in 1883 je deloval kot časnikar. Sprva je objavljal satirične tekste. V teh letih so nastale njegove prve povesti in novele, za časnike pa je pisal pozitivistične podlistke z družbenokritično snovjo iz aristokratskega in vaškega življenja. Kot časnikar je sprva pisal gledališke in literarne preglede, leta 1876 pa je kot dopisnik odpotoval v Ameriko. Njegove reportaže so bile zelo opažene. Po vrnitvi v Evropo je bilo objavljenih več njegovih povesti in novel, ki so snovno zajemale tako iz domačega poljskega okolja kot iz ameriške družbe. 
Leta 1883 je prenehal s časnikarskim delom in se posvetil romanopisju. Leta 1891 je potoval po Afriki, ki je postala prizorišče njegovega mladinskega romana V puščavi in goščavi. Pod materinim vplivom je študiral zgodovino svoje domovine, čemur je posvečenih več njegovih knjig. Ob obletnici svojega literarnega delovanja je v dar prejel posestvo v Oblęgorku. Leta 1905 je bil kot prvi Poljak nagrajen z Nobelovo nagrado za književnost. Ob izbruhu prve svetovne vojne se je umaknil v Švico, kjer je deloval v Odboru za pomoč Poljakom. Umrl je leta 1916 v Veveyu po razglasitvi svobodne Poljske. Njegovi posmrtni ostanki so bili leta 1925 prepeljani v domovino. Pokopan je v baziliki svetega Janeza v Varšavi (»Archikatedralna Bazylika Świętego Jana«).
Sienkiewicz je postal znan po svojem zgodovinskem romanu Quo vadis (1895), ki opisuje preganjanje kristjanov v Rimu za časa cesarja Nerona. Znan je tudi hollywoodski film režiserja Mervyna LeRoya po tem romanu (1951), s Petrom Ustinovim v vlogi Nerona.

## Delo
Sienkiewicz je ustvarjal v obdobju pozitivizma (poljska različica realizma). Pozitivistični pisatelji so zagovarjali pomoč nižjim slojem (delo od temeljev), fizično delo, emancipacijo žensk, integracijo Judov v poljsko družbo in se navduševali nad znanostjo. Kritizirali so propadajoče in zaostalo plemstvo ter podpirali vzpon meščanstva. Optimistični fazi pozitivizma je sledilo spoznanje o neuresničljivosti zastavljenih ciljev. 
Sienkiewicz je v svojih zgodnjih literarnih delih sledil pozitivističnim geslom. Tematiziral je težave kmečkega življenja, plemiško neobčutljivost do malega človeka, izseljenstvo, pa tudi kolonializem in iztrebljanje domorodcev v Ameriki. Po vrnitvi na Poljsko se je njegov pozitivistični optimizem ohladil in pričel je kritizirati kapitalistično meščanstvo, ki so ga pozitivisti sicer zagovarjali. V svojih zgodovinskih romanih, ki so začeli izhajati leta 1883, se je povsem umaknil od pozitivizma in pričel poveličevati staro poljsko plemstvo. V nasprotju s pozitivisti, ki so si prizadevali za dokončen propad plemstva, so bili bralci na Poljskem in v tujini nad Sienkiewiczevimi zgodovinskimi romani navdušeni. Njegova najbolj znana dela so romani Trilogije s snovjo iz poljske zgodovine, roman iz Neronovih časov Quo vadis in mladinska povest V puščavi in goščavi. Napisal je tudi tri romane s snovjo iz sodobnega življenja. Proti koncu svojega življenja se je postavil na konservativno stran. V romanu Vrtinci je obsodil delavsko vstajo, v delu V puščavi in goščavi pa zagovarjal angleške kolonizatorje Afrike.

## Literarna dela

### Kratka proza
- Na marne (Brez haska, 1872)
- Humoreski z teki Worszyłły (Humoreske iz Worszyłłove mape, 1872)
- Stary sługa (Stari sluga, 1875)
- Hania (1876)
- Selim Mirza (1878)
- Skice z węglem (Skice z ogljem, 1877)
- Janko Muzykant (Godec Janko, 1879)
- Z pamiętnika poznańskiego nauczyciela (Iz dnevnika poznanjskega učitelja, 1879)
- Za chlebem (Za kruhom, 1880)
- Latarnik (Svetilničar, 1881)
- Sachem (Poglavar, 1880)

### Zgodovinski romani
- Trilogija: 
  - Ogniem i mieczem (Z ognjem in mečem, 1883)
  - Potop (1887)
  - Pan Wołodyjowski (Mali vitez, 1889)
- Quo vadis (1896)
- Kryżacy (Križarji, 1900)
- Na polu chwały (Na polju slave, 1906)

### Sodobni romani
- Bez dogmatu (Brez dogme, 1891)
- Rodzina Połanieckich (Rodbina Polaneških, 1895)
- Wiry (Vrtinci, 1910)

### Drugo
- Listy z podróży (Pisma s poti, 1876–78)
- Listy z Afryki (Pisma iz Afrike, 1893)
- W pustyni i w puszczi (V puščavi in goščavi, 1911)